# Maria Niklińska
Maria Jolanta Niklińska (ur. 28 grudnia 1983 w Warszawie) – polska aktorka i piosenkarka.

## Rodzina i edukacja
Jest córką dziennikarki Jolanty Fajkowskiej.
W 2002 ukończyła LXVII Liceum Ogólnokształcące im. Jana Nowaka-Jeziorańskiego w Warszawie. W 2006 roku została absolwentką Warszawskiej Akademii Teatralnej. Studiowała też w Circle in the Square Theatre School w Nowym Jorku.

## Kariera zawodowa

### Działalność aktorska
Debiut aktorski zaliczyła rolą Es-toch w Tajemnicy Sagali. Występowała w serialach: Klan (jako Agata Wilczyńska), Pierwsza miłość (jako Jagoda Borawska), Na dobre i na złe czy Kryminalni.
Jej debiutem filmowym była rola Żywii w Starej baśni Jerzego Hoffmana. Zagrała również Tosię w filmie Ja wam pokażę!.

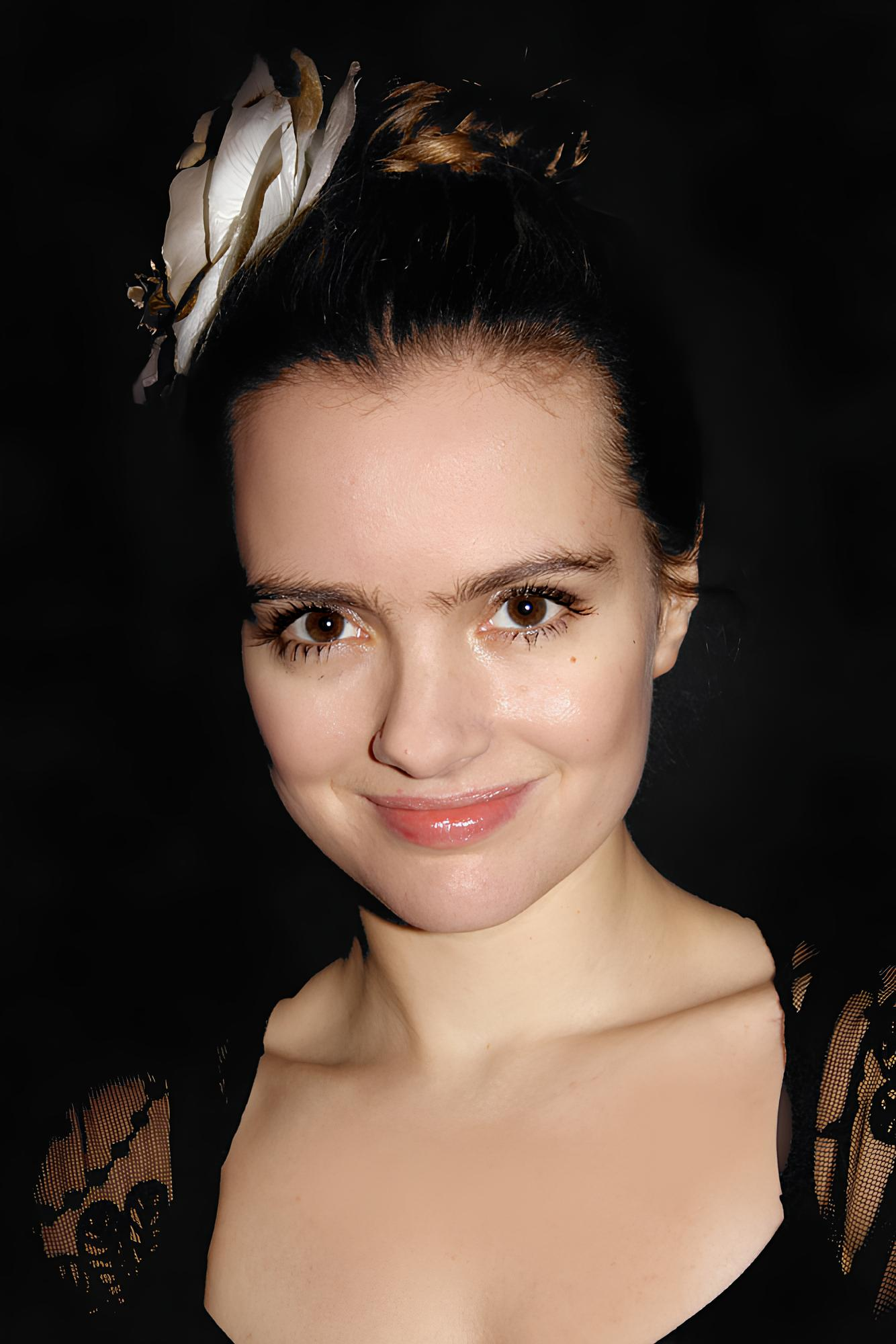
Maria Niklińska (2012)

Grała w spektaklu Imieniny w reż. Aleksandry Koniecznej w Teatrze Narodowym w Warszawie oraz spektaklu impresaryjnym Tiramisu. Zagrała też Ofelię w spektaklu Hamlet 44 w reż. Pawła Passiniego, zrealizowanym dla uczczenia 64. rocznicy wybuchu powstania warszawskiego. Grała Anielę w Ślubach panieńskich w reż. Jan Englerta w Teatrze Narodowym, występowała też w spektaklu Odejścia Václava Havla w reż. Izabelli Cywińskiej, wystawianym w warszawskim Teatrze Ateneum. Od 14 lutego 2010 grała w spektaklu Pamiętnik cnotliwego rozpustnika (reż. Emilian Kamiński), wystawianym w Teatrze Kamienica. W Teatrze Capitol występuje w spektaklu Carmen, czyli sztuka na 10 telefonów komórkowych.

### Działalność muzyczna
W 2012 zdobyła Brązowy Samowar na Festiwalu Piosenki Rosyjskiej za wykonanie piosenki „Tango rozbitych sierdiec” wraz z Jarosławem Witaszczykiem.
W 2014 wzięła udział w nagraniu albumu świątecznego Siemacha po kolędzie, gdzie wykonała kolędę „Gdy śliczna Panna” w duecie z Jakubem Szwastem oraz „Pójdźmy wszyscy do stajenki” wraz z innymi polskimi wykonawcami.
19 maja 2015 wydała debiutancki album studyjny pt. Maria. 24 maja 2019 wydała singiel „Ten pierwszy”, który napisała do filmu Macieja Wójcika Łukasiewicz – nafciarz romantyk. W listopadzie zaprezentowała teledysk do singla „Make It”, który wydała pod pseudonimem Marlen.

### Pozostałe przedsięwzięcia
W młodości przez osiem lat prowadziła program TVP 5-10-15. Następnie współprowadziła (z polskim pilotem rajdowym Maciejem Wisławskim) program TVP2 Łagodna na drodze poświęcony motoryzacji i bezpieczeństwu na drogach. Była reporterką w programie TVP Warszawa Nowsze Mazowsze.
Uczestniczyła w programach rozrywkowych: Jak oni śpiewają? (2009) i Taniec z gwiazdami (2010).
W 2012 wzięła udział w pierwszym w Polsce turnieju tanecznym Pro-Am.

## Działalność polityczna
W 2024 kandydowała w wyborach do Parlamentu Europejskiego z 4 miejsca na liście KKW Trzecia Droga w okręgu nr 3. Otrzymała w tych wyborach 3282 głosy i nie uzyskała mandatu.

## Filmografia
Filmy
- 1996: Tajemnica Sagali jako Estoch, reż. Jerzy Łukaszewicz
- 2003: Stara baśń. Kiedy słońce było bogiem jako Żywia, reż. Jerzy Hoffman
- 2004: Stara baśń jako Żywia, reż. Jerzy Hoffman
- 2005: Rozdroże Cafe jako Julka, reż. Leszek Wosiewicz
- 2006: Ja wam pokażę! jako Tosia, reż. Denis Delić
- 2007: Jutro idziemy do kina jako Basia, reż. Michał Kwieciński
- 2008: Czarny jako Ola, reż. Dominik Matwiejczyk
- 2010: Ciacho jako Magda, reż. Patryk Vega
- 2011: Prosto z nieba

Seriale
- 1998–2002, 2003, 2010–2017: Klan jako Agata, reż. Paweł Karpiński
- 1998: Ach, te okienka jako Karolina, reż. Paweł Pitera
- 1999: Na dobre i na złe – gościnnie jako Natalia
- 2003–2004: Rodzinka jako Sara, reż. Anna Hałasińska
- 2004–2008: Kryminalni – gościnnie jako Magda, reż. Piotr Wereśniak
- 2006: My baby jako Majka
- 2007: Pierwsza miłość jako Jagoda, reż. Okił Khamidow
- 2008: Londyńczycy jako recepcjonistka Ivonne
- 2009–2011: Ojciec Mateusz jako Maryna/Julia (odc. 91)
- 2009: Czas honoru jako Irena Rutkowska
- 2011: Hotel 52 jako Ada Wójcik, reż. Grzegorz Kuczeriszka
- od 2012: Na Wspólnej jako Nicole Sulinsky
- 2012: Na krawędzi jako Anna Sajno, reż. Maciej Dutkiewicz, serial Polsat
- 2014: Na krawędzi 2 jako Anna Sajno
- 2018: Ślad jako Monika Nowaczyk (odc. 20)
- 2022: Mecenas Porada jako Maja Brajcka (odc. 14)[11]

Teatr Telewizji
- 2007: Oskarżeni. Śmierć sierżanta Karosa jako Agata Syrokomla, reż. Stanisław Kuźnik, Scena Faktu Teatru Telewizji

Polski dubbing
- 2008: Dzwoneczek jako Jelonka
- 2009: Dzwoneczek i zaginiony skarb jako Jelonka
- 2009: Księżniczka z krainy słoni jako Alex, serial TV Nickelodeon
- 2010: Dzwoneczek i uczynne wróżki
- 2010: Connor Heath: Szpieg stażysta jako Gisela
- 2010: Hannah Montana Forever  jako Siena
- 2010: Camp Rock 2: Wielki finał jako Deyna
- 2010–2013: Victoria znaczy zwycięstwo jako Jade
- 2010: Nie ma to jak statek jako Maya
- 2010: Powodzenia, Charlie! jako Teddy (odc. 3, 6, 9)
- 2011: Taniec rządzi jako CeCe
- 2012: Szczury laboratoryjne jako Danielle
- 2012: Nie-przyjaciele jako Avalon Greene
- 2013: Thor ratuje przyjaciół jako Edda
- 2014: Grachi jako Graciela „Grachi” Alonso
- 2014: Tajemnice lasu jako Kopciuszek
- 2014: Ever After High jako Raven Queen
- 2014: Dzwoneczek i tajemnica piratów jako Jelonka

## Dyskografia
Albumy studyjne
| Rok  | Dane dot. albumu                                                                                              |
| ---- | --- |
| 2015 | Maria - Data: 19 maja 2015 - Wydawca: Universal Music Polska - Format: CD, digital download                   |
| 2022 | Marlen - Data: 16 grudnia 2022 - Wydawca: Maria Niklińska, e-muzyka - Format: CD, digital download, streaming |

Single
| Rok                          | Tytuł                      | Pozycja na liście | Pozycja na liście | Album                           |
| Rok                          | Tytuł                      | Wawa              | SLiP              | Album                           |
| ---------------------------- | -------------------------- | ----------------- | ----------------- | ------------------------------- |
| 2014                         | „Na północy”               | –                 | 44                | Maria                           |
| 2015                         | „Ile jeszcze”              | 6                 | –                 | Maria                           |
| 2015                         | „Jeśli tylko chcesz”       | –                 | –                 | Maria                           |
| 2015                         | „Lubisz tak”               | 2                 | 36                | Maria                           |
| 2016                         | „Płać!”                    | –                 | –                 | Maria                           |
| 2017                         | „Coming home”              | –                 | –                 | Marlen                          |
| 2019                         | „Ten pierwszy”             | –                 | 31                | Łukasiewicz – nafciarz romantyk |
| 2019                         | „Make It”                  | –                 | 39                | Marlen                          |
| 2020                         | „Powroty”                  | –                 | –                 | Marlen                          |
| 2022                         | „Pomiędzy nami”            | –                 | –                 | Marlen                          |
| 2022                         | "Something Like Real Love" | –                 | –                 | Marlen                          |
| 2022                         | "New In Town"              | –                 | –                 | Marlen                          |
| 2022                         | "Królowa"                  | –                 | –                 | Marlen                          |
| 2025                         | "Warszawo"                 | –                 | –                 | –                               |
| „–” singiel nie był notowany |                            |                   |                   |                                 |

Teledyski
| Rok  | Tytuł           | Reżyseria           | Album | Źr.    |
| ---- | --------------- | ------------------- | ----- | ------ |
| 2014 | „Na północy”    | Michał Braum        | Maria | [ 13 ] |
| 2015 | „Ile jeszcze”   | Nathaniel Czarnecki | Maria | [ 14 ] |
| 2020 | „Powroty”       | Maria Niklińska     |       | [ 15 ] |
| 2022 | „Pomiędzy nami” | Rafał Kaczmarek     |       | [ 16 ] |